# Alberomotore
Alberomotore foi um grupo italiano de rock progressivo dos anos 1970.

## História
Um quinteto de ótimos músicos romanos, o Alberomotore (ou Albero Motore como vinha escrito algumas vezes) foram descobertos e produzidos pelo cantor e guitarrista Ricky Gianco, que os ajudou a conseguir um contrato discográfico com a recém nascida etiqueta Intingo. O seu disco tinha sido estampado pela velha casa discográfica Car Juke Box, já no momento de seu fechamento, e foi rapidamente relançado pela nova etiqueta.
Musicalmente, Il grande gioco parece um dos tantos discos de cantores com influências rock muito populares na Itália durante os anos setenta, com muito mais espaço à voz e às partes cantadas que aos instrumentos. As influências do rock progressivo são mínimas, com sonoridades tipicamente americanas baseadas no piano e excelentes mas breves sólos de guitarra. Há ainda uma sólida voz que torna o disco bastante agradável sem méritos particulares. Os únicos branos de destaque são "Israele", com letra sobre o povo da Palestina e a conclusiva "Provvisorietà".
Depois do disco, o grupo realizou um quarenta e cinco rotações antes de desaparecer. Alguns dos músicos tocaram em discos de outros artistas, entre eles, sobretudo Fernando Fera, apreciado sessionman e compositor de trilhas sonoras.
O cantor Maurizio Rota se exibiu ainda como solista nos locais de Roma e faz ainda parte de uma banda tributo dos Beatles que compreende ainda o ex-tecladista do grupo Libra e Buon Vecchio Charlie, Sandro Centofanti.
Marcello Vento tocou com o grupo Canzoniere del Lazio e Jenny Sorrenti e teve uma longa carreira como músico jazz e professor de bateria.
Glauco Borrelli continuou a tocar como turnista até a dissolução do grupo para depois entrar na banda de Pierangelo Bertoli, sucessivamente criou em Roma um estúdio de gravação.

## Álbum
- 1974 Il grande gioco  Car Juke Box (CRJ LP 00035)